# Wellington Daniel Bueno
Wellington Daniel Bueno, conosciuto semplicemente come Bueno (San Paolo, 24 agosto 1995), è un calciatore brasiliano, difensore svincolato.

## Caratteristiche tecniche
È un difensore centrale.

## Palmarès

### Club

#### Competizioni nazionali
- Campionato giapponese: 1

Kashima Antlers: 2016
- Coppa dell'Imperatore: 1

Kashima Antlers: 2016
- Supercoppa del Giappone: 1

Kashima Antlers: 2017

#### Competizioni statali
- Campionato Mineiro: 2

Atlético Mineiro: 2020, 2021